# 亞羅韋 (卡緬卡區)
49°4′1″N 31°59′36″E / 49.06694°N 31.99333°E
亞羅韋（烏克蘭語：Ярове）是位於烏克蘭中部的村莊，由切爾卡瑟州切爾卡瑟區的米哈伊利夫卡市鎮負責管轄。該村處於佳斯明河畔，海拔高度97米，2001年人口177，98%居民使用烏克蘭語。